# 亚历山大·尼古拉耶维奇·瓦西里耶夫 (政治人物)
亚历山大·尼古拉耶维奇·瓦西里耶夫（羅馬化：Aleksandr Nikolayevich Vasil'yev；1982年3月30日—）是俄罗斯政治人物，第六届和第七届国家杜马议员。
1999年，瓦西里耶夫毕业于普斯科夫国立理工学院。2011年，他加入全俄人民阵线。同年，他被统一俄罗斯党提名为第六届国家杜马议员。2016年，他再次连任第七届国家杜马议员。